# Modřec
Modřec je malá vesnice nedaleko Poličky, jejíž je i součástí. Dřívější německý název je Riegersdorf. Ve vsi se nachází kostel Nejsvětější Trojice. Obec byla až do roku 1945 převážně německá.
Roku 2024 získal Modřec neoficiální znak: na modrém štítě tři zlaté, vzájemně se dotýkající šesticípé hvězdy, znázorňující Svatou Trojici (viz zasvěcené kostela), v dolní částí dvě stříbrná vlnkovitá břevna. Ta představují rustikální rybníky, z nichž se dodávala voda do kašen v Poličce.

## Galerie

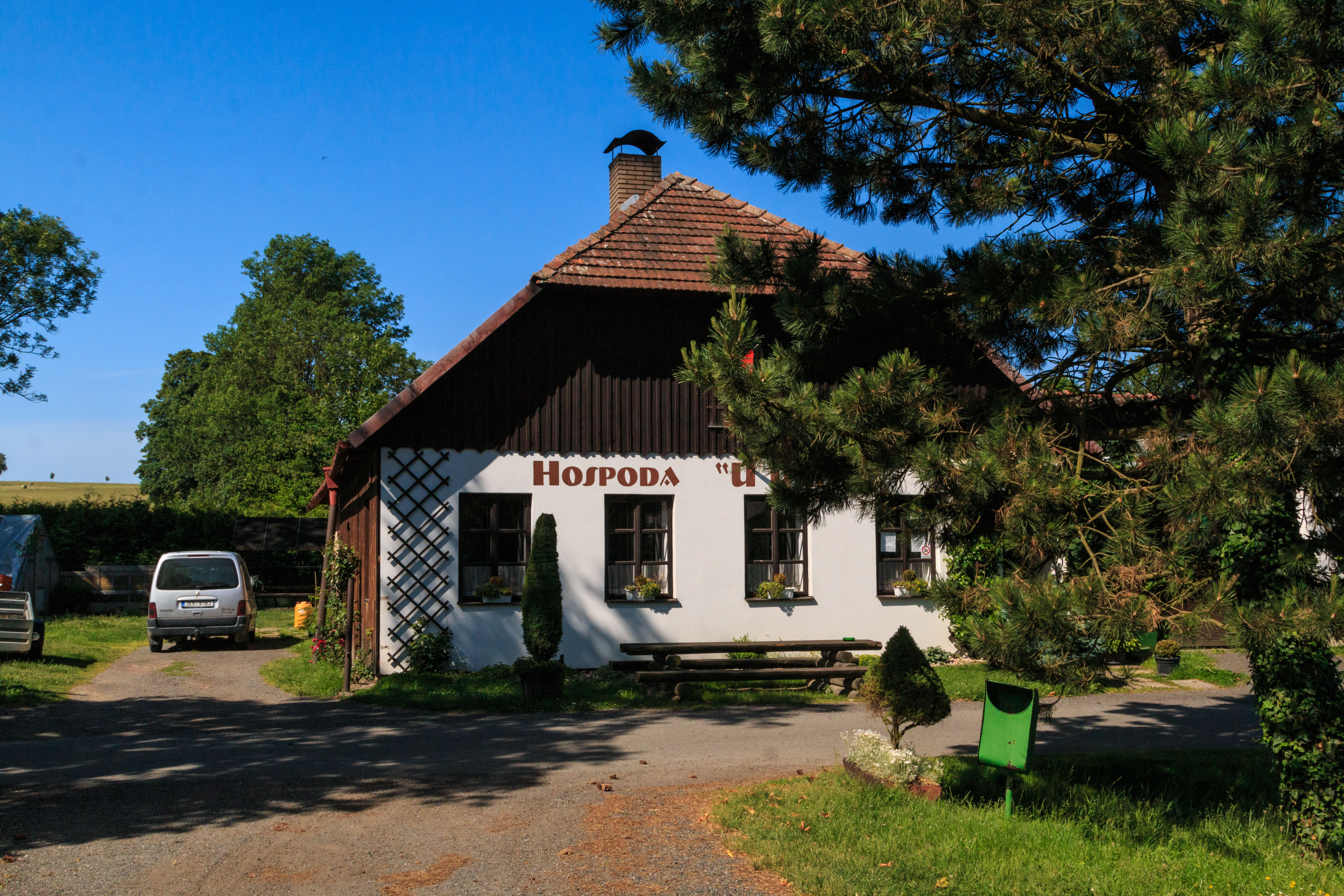
Hospoda U Dufků
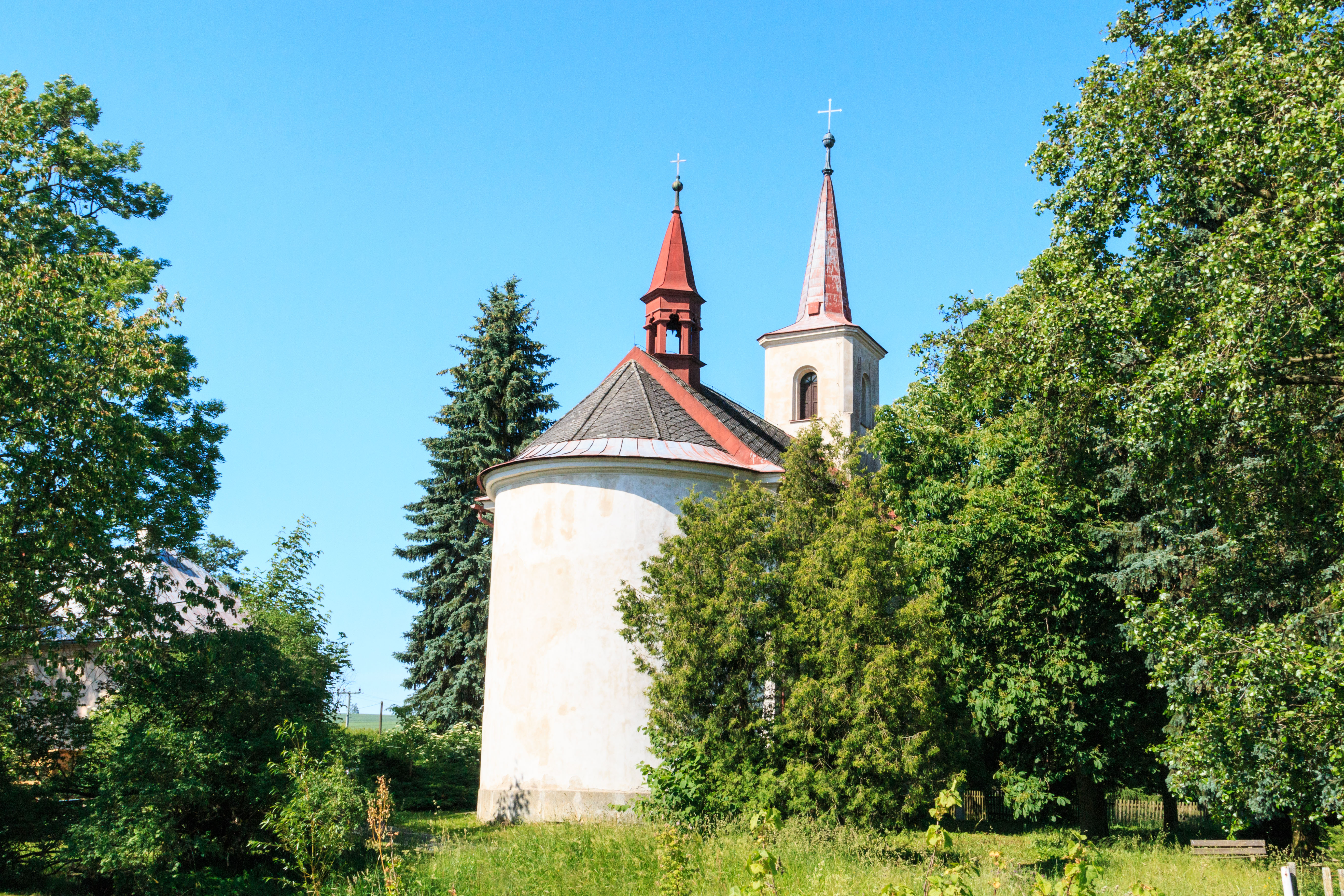
Kostel Nejsvětější Trojice
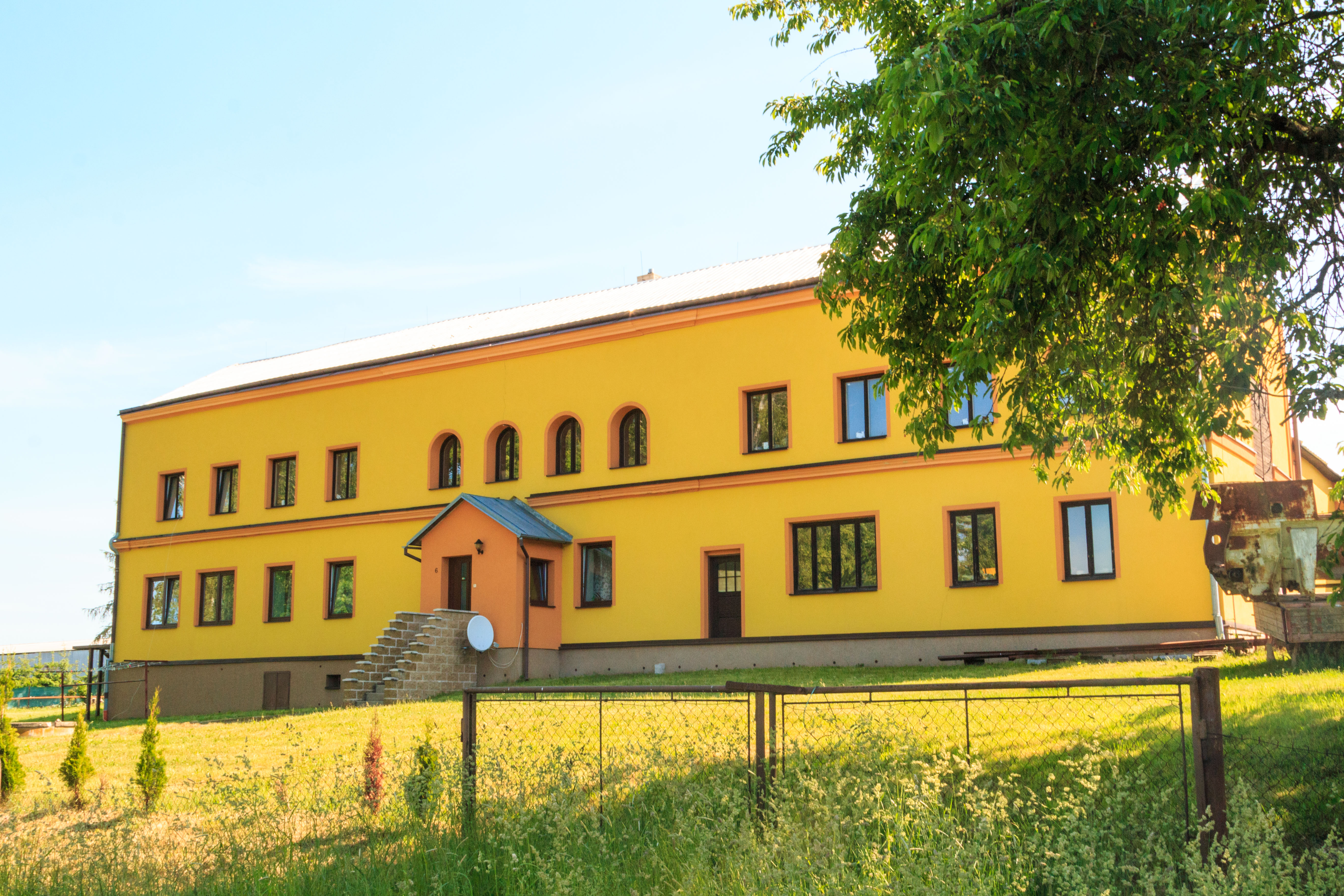
Dům čp. 6
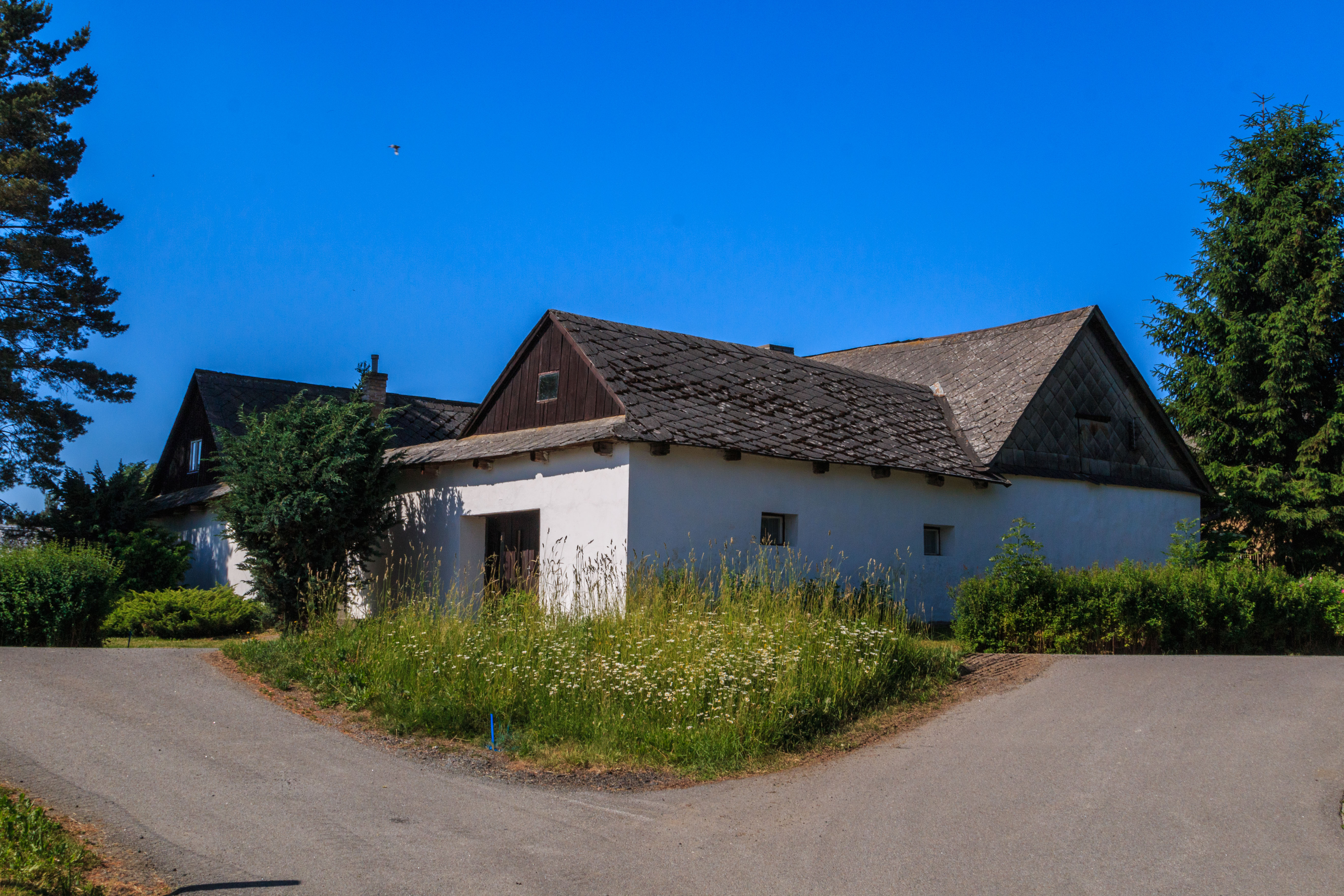
Dům čp. 31